# Academia Nacional de Ciencias (Costa Rica)
La Academia Nacional de Ciencias, también conocida por sus siglas ANC, es la institución académica de Costa Rica dedicada a las ciencias. Fue establecida como un «foro permanente para la discusión y análisis científico», y cumple tanto con la función de sociedad honorífica como de fuente de asesoramiento científico para el Gobierno.
La Academia mantiene membresía en organizaciones internacionales como el Consejo Internacional para la Ciencia, la Red Interamericana de Academias de Ciencias y la Tercera Red Mundial. Tiene su sede en San Pedro, en la provincia de San José.

## Historia
La creación de la Universidad de Costa Rica en 1940 y la construcción de los primeros laboratorios de investigación en la década de 1950 marcaron el inicio del desarrollo de investigaciones originales e independientes en el país. Durante la década de 1980, se observó un interés creciente entre los investigadores por establecer un espacio central dedicado al intercambio de ideas y discusiones científicas.
Este interés se vio reforzado con la creación del Ministerio de Ciencia y Tecnología en 1986. En 1990, se promulgó la Ley 7169, conocida como «Ley para la Promoción del Desarrollo Científico y Tecnológico», la cual proporcionó el marco legal para la creación de una institución académica destinada a promover el avance en estas áreas. El artículo 66 de esta ley estableció que tanto el Consejo Nacional para Investigaciones Científicas y Tecnológicas como el Ministerio de Ciencia y Tecnología contribuirían al establecimiento y desarrollo de una Academia Nacional de Ciencias.
La Academia Nacional de Ciencias fue constituida el 26 de junio de 1992, mediante una orden ejecutiva, con la participación de 26 miembros fundadores. En 1994, la ANC estableció su sede oficial en San Pedro, en un edificio denominado la «Casa Nacional de Ciencia y Tecnología». La existencia de la academia fue ratificada por la asamblea legislativa en 1995, mediante la aprobación de la «Ley 7544, Creación de la Academia Nacional de Ciencias».

## Miembros
Los nuevos miembros de la Academia Nacional de Ciencias son seleccionados por los miembros existentes en función de sus logros destacados en investigación original. Este proceso de selección se basa en métricas como la publicación en revistas de renombre y la disposición para explorar nuevas áreas de investigación.
Algunos miembros notables de la ANC incluyen a Franklin Chang-Díaz, astronauta que participa en el desarrollo de tecnología de propulsión de cohetes de plasma para la NASA, Sandra Cauffman, Directora Adjunta de la División de Ciencias de la Tierra en la Dirección de Misiones Científicas de la NASA, Giselle Tamayo, la primera mujer en ocupar la presidencia de CONICIT, y Marino Protti, un sismólogo reconocido por su contribución en la predicción de terremotos en la Península de Nicoya.

## Presidentes
- Bornemisza Elemér (1992–1994)
- Eugenia Flores (1995–1998)
- Walter Fernández (1998–2006)
- Gabriel Macaya Trejos (2006–2014)
- Pedro León Azofeifa (2015–2018)
- Walter Fernández (2018–act.)